# Vladislav Břečka
Vladislav Břečka (1. června 1914 Žďár nad Sázavou – 8. října 1942 Letiště Talbenny) byl český palubní střelec 311. československé bombardovací perutě.

## Život

### Před druhou světovou válkou
Vladislav Břečka se narodil 1. června 1914 ve Žďáru nad Sázavou. Pracoval jako poštovní úředník a skladník. Absolvoval prezenční vojenskou službu.

### Druhá světová válka
Po německé okupaci v opustil Vladislav Břečka 12. května 1939 ilegálně Protektorát Čechy a Morava a přes Ostravu a Krakov se dostal do Francie, kde vstoupil do cizinecké legie. Po vypuknutí druhé světové války byl ze závazku uvolněn a zařazen do ve Francii vznikající Československé armády v zahraničí. Po pádu Francie v červnu 1940 se mu z důvodu zdravotní indispozice nepodařila evakuace do Spojeného království a byl nucen na francouzském území ještě nějaký čas setrvat. Poté se mu podařilo v květnu 1941 přejít hranice do Španělska, kde byl internován. Propuštěn byl díky naléhání britského konzula, následně odcestoval do Spojeného království, kam dorazil v září 1941. Zde 26. října 1941 vstoupil do Royal Air Force a po výcviku na palubního střelce byl 18. dubna 1942 zařazen k 311. československé bombardovací peruti. Trpěl přesvědčením, že z důvodu jeho útěku z Protektorátu byl někdo z jeho blízkých zatčen a popraven. Dne 8. října 1942 spáchal sebevraždu během čištění kulometu na letišti v Talbenny a to ještě před svým prvním operačním letem. Pohřben byl na hřbitově City Road v Haverfordwestu. Dosáhl hodnosti rotného.

## Ocenění

### Vyznamenání
- Československá medaile Za chrabrost před nepřítelem

### Posmrtná ocenění
- Po roce 1989 byl Vladislav Břečka in memoriam povýšen do hodnosti podplukovníka